# Mészáros László (költő)
Mészáros László (Kisvárda, 1974. június 15. –) magyar költő.

## Élete
Munkáscsalád első gyermekeként született. Általános iskolai tanulmányait a Szabolcs megyei kisközségben Berkeszen végezte. 12 éves volt, amikor Ratkó József költő felfigyelt korai tehetségére és művészet iránti elkötelezettségére. Ratkó 1987-ben mint fiatal tehetséget mutatta be a Nagyvilág folyóirat szerkesztőinek. Középiskolai tanulmányait a kisvárdai Bessenyei György Gimnáziumban kezdte meg, ahol céltudatosan ragaszkodott az irodalomhoz.
1993-tól katonai szolgálatot látott el és 1994-ben hivatásos állományú katonaként parancsnoka volt a magyar díszőrségnek.
2005-től kezdődően súlyos betegségekkel kellett megküzdenie, aminek következtében 22 műtéten esett keresztül. Költői tevékenysége ettől fogva küldetéssé vált. Pénzdíjas irodalmi pályázatok, illetve kötetei bevételének azt a sorsot szánja, hogy az elesettek, beteg gyermekek számára szolgáljon segítségként. Példaértékű, ahogy a költő saját nyomorúságát félretéve karolta fel árvák, magatehetetlenek sokaságát, mert számára a költészet, s annak eredményei nem egyebek, mint Istentől kapott ajándékok, melyek ott kell ragyogjanak, ahol a legnagyobb sötétség van.
Baranyi Ferenc Kossuth-díjas költő-műfordító az ART-aranydíját adományozta Mészárosnak irodalmi munkássága elismeréseként. Göncz Árpád egykori köztársasági elnök is felfigyelt munkásságára és missziójára. 2014-ben megjelent Kimért szívvel című kötete, amely Göncz Árpád ajánló szavaival került a könyvesboltokba.
Kortárs költők összefogásával 2016-ban megalakította a berkeszi Ratkó József irodalmi kört.
Önálló kötetei mellett több antológiában szerepel szerzőként. Emellett egyben a Cserhát Művészkör tagja. Két leánygyermek édesapja. Jelenleg Berkeszen él.

## Önálló kötetei
- A világ tengelyét mérem (2012) – bemutatkozó verseskötet
- A káprázat kegyei (2013)
- Kimért szívvel (2014) – Göncz Árpád ajánlásával
- Sóhajszilánkok (2015) –  Törőcsik Mari színművésznő előszavával
- Madársírás (2015) – Verseskötet
- Isten háta mögött (2016) – Történelmi kisregény
- Nitta (2016) – Lírai regény
- Sziromhasadás (2017) – Verseskötet
- Teknősbéka-valcer, vagy amit kavartok (2017) – Kisregény
- Szabadesés (2018) – Verseskötet
- Bohóckönnyek (2020) – Verseskötet

### Recenziók
- Kimért szívvel[halott link]
- Sóhajszilánkok